# Anna Pawlitschek
Anna Pawlitschek (* 15. März 1864 in Troppau, Österreichisch Schlesien; † 1927 in Czernowitz) war eine deutsche Schriftstellerin.

## Leben
Sie wollte sich zur Lehrerin ausbilden lassen, was aber auf den Widerstand der Eltern stieß. Im Alter von 20 Jahren verheiratete sie sich mit dem Gymnasialprofessor Alfred Pawlitschek. Als ihr Mann die Redaktion einer Lokalzeitung übernahm, begann sie, Beiträge für diese Zeitung zu verfassen. Bald schrieb sie auch Erzählungen aus dem Volksleben für österreichische und deutsche Zeitungen und Zeitschriften.

## Werke
- Ob ich dich liebe. Roman aus dem Kleinstadtleben der Bukowina. Konegen, Wien 1897.
- Die entlobte Braut und andere Geschichten. Scherl, Berlin 1911.